# NGC 1046
NGC 1046 je galaksija u zviježđu Kit.

## Vanjske poveznice
- SEDS: NGC 1046